# نادی‌ولگ
نادْیْ‌وِلِگ (به مجاری:  Nagyveleg) یک شهرداری در مجارستان است که در ناحیه مور واقع شده‌است. نادی‌ولگ ۱۳٫۱۸ کیلومتر مربع مساحت و ۷۲۰ نفر جمعیت دارد.